# NHLH1
NHLH1 (англ. Nescient helix-loop-helix 1) – білок, який кодується однойменним геном, розташованим у людей на короткому плечі 1-ї хромосоми.  Довжина поліпептидного ланцюга білка становить 133 амінокислот, а молекулярна маса — 14 618.
| 10         |  | 20         |  | 30         |  | 40         |  | 50         |
| ---------- |  | ---------- |  | ---------- |  | ---------- |  | ---------- |
| MMLNSDTMEL |  | DLPPTHSETE |  | SGFSDCGGGA |  | GPDGAGPGGP |  | GGGQARGPEP |
| GEPGRKDLQH |  | LSREERRRRR |  | RATAKYRTAH |  | ATRERIRVEA |  | FNLAFAELRK |
| LLPTLPPDKK |  | LSKIEILRLA |  | ICYISYLNHV |  | LDV        |  |            |

A: Аланін

C: Цистеїн

D: Аспарагінова кислота

E: Глутамінова кислота

F: Фенілаланін

G: Гліцин

H: Гістидин

I: Ізолейцин

K: Лізин

L: Лейцин

M: Метіонін

N: Аспарагін

P: Пролін

Q: Глутамін

R: Аргінін

S: Серин

T: Треонін

V: Валін

Кодований геном білок за функцією належить до білків розвитку. 
Задіяний у таких біологічних процесах як транскрипція, регуляція транскрипції, диференціація. 
Білок має сайт для зв'язування з ДНК. 
Локалізований у ядрі.